# Росалинда (ТВ серија)
Росалинда (шп. Rosalinda) мексичка је теленовела, продукцијске куће Телевиса, снимана 1999.
У Србији је приказивана 2000. на телевизији Пинк.

## Синопсис
Прича почиње у затвору, где Соледад, жена која издржава дугогодишњу робију због злочина који није починила, рађа девојчицу Росалинду. Стицајем околности, несрећна жена бива принуђена да ћерку повери на старање старијој сестри Долорес. Она је испоштовала сестрину жељу и одгајила је Росалинду као своје дете, прећуткујући јој страшну истину да је њена мајка у затвору због убиства човека који је отац Фернанда Хосеа (који ће доцније постати Росалиндин муж). Долорес и њен Хавијер имају троје деце. То су: размажени Бето и кћерке Луси и Федра. Хавијер никада није сумњао да је Росалинда његова ћерка. Међутим, када се Долорес буде на смрт разболела, признаће мужу да једна од три ћерке у ствари није њихово дете, а умреће пре него што му буде испричала истину. Он ће због тога бити повређен, па ће мислити да га је жена издала и да му је била неверна, а према кћеркама ће постати веома груб и сумњичав.
Росалинда убрзо упознаје Фернанда Хосеа, приликом доставе цвећа у ресторан његовог друга Херарда. Девојка се заљубљује у згодног младића мислећи да је он скромног порекла попут њеног, па Фернандо одлучује да сакрије од ње чињеницу да је милионер.
Његова мајка Валерија, не одобрава везу са девојком из нижег сталежа, али сви њени напори да га раздвоји од Росалинде су узалудни. Не помажу јој ни сплетке синовљеве бивше девојке Памеле, јер је Фернандо Хосе тврдоглав младић и успева да оствари свој наум, да ожени Росалинду. Али, Валерија убрзо открива да је Росалинда у ствари ћерка жене која је убила Фернандовог оца, па младић почиње да буде зао према својој жени која се због претрпљених шокова, прерано порађа. Валерија краде бебу из њеног наручја, због чега Росалинда пада у очај да би је, на крају, сместили у институцију за душевно облеле. Недуго затим, у болници у којој је смештена, избија пожар и сви мисле да је Росалинда погинула. Девојка је, међутим, потпуно изгубила памћење и лута улицама Мексико Ситија. Једног дана, када буде певала лутки коју нежно држи у наручју, чуће је ловац на таленте Алекс, који ће бити опчињен њеним лепим гласом и лепотом.
Фернандо Хосе је због свега што му се догодило, пао у дубоку депресију. Федра, која је одувек маштала о томе да се уда за милионера, користи његову слабост и заводи га. Истовремено, Росалинда се трансформише у елегантну жену, окружену гламуром. Постаје веома успешна певачица Палома, али упркос свему без обзира на то, није срећна и у срцу осећа огромну празнину. Још једном судбина ће удесити да се сретне са Фернандом Хосеом, али… Он њу не препознаје, а она се њега не сећа. Само чудо, дакле, може поново да споји две душе које су раздвојене због гомиле лажи и предрасуда.

## Ликови
- Росалинда (Талија) - прелепа је млада девојка која ради у цвећари дон Флорентина. Важнија јој је љубав од новца и материјалних ствари. Привржена је породици, посебно мајци Долорес, која је заправо њена тетка. Росалинда ће, ипак, од цвећарке постати популарна и богата певачица.
- Фернандо Хосе (Фернандо Кариљо) - шармантан је и маркантан младић. Долази из високе класе, а упркос томе што је адвокат, одувек је маштао о каријери пијанисте. Након штo упозна Росалинду, супротставиће се мајци Валерији.
- Валерија (Лупита Ферер) - отмена је и префињена жена која нема милости. Иако није права биолошка мајка Фернанду Хосе, брине се за њега као да је њен син. Мрзи Соледад која је наводно убила њеног мужа Хосе Фернанда.
- Соледад (Анхелика Марија) - бивша секретарица Хосе Фернанда, која је оптужена за његово убиство. Потајно се удала за Алфреда, са којим је добила Росалинду.
- Алфредо (Мануел Савал) - згодан је мушкарац који живи у сенци своје сестре Валерије. Ради у предузећу заједно са Фернандом.

## Улоге
| Глумац:               | Улога:           |
| --------------------- | ---------------- |
| Талија                | Росалинда Палома |
| Фернандо Кариљо       | Фернандо Хосе    |
| Лупита Ферер          | Валерија         |
| Нора Салинас          | Федра            |
| Виктор Норијега       | Алекс            |
| Анхелика Марија       | Соледад          |
| Адријана Фонсека      | Луси             |
| Маноло Савал          | Алфредо          |
| Лаура Сапата          | Вероника         |
| Мигел Родригез        | Хавијер          |
| Рене Муњос            | дека Флорентино  |
| Хорхе де Силва        | Бето             |
| Доминика Палета       | Памела           |
| Пати Дијаз            | Кларита          |
| Нињон Севиља          | Сита             |
| Раул Падиља           | Бонифасио        |
| Рената                | Шејла            |
| Елвира Монсељ         | Берта            |
| Едуардо Луна          | Едуардо Анибал   |
| Мече Барба            | Ангустија        |
| Ана Марија Агире      | Хенријета        |
| Гиљермо Гарсија Канту | Хосе Фернандо    |
| Сусана Гонзалез       | Лус Елена        |
| Едуардо Линан         | Деметрио         |
| Тере Лопез Тарин      | Наталија         |
| Естер Риналди         | Абрил            |
| Лус Марија Сетина     | Лус Марија       |
| Тина Ромеро           | Долорес          |

## Занимљивости
- Росалинда је римејк венецуеланске теленовеле Марија Тереза из 1972. године
- Последња је теленовела коју је Талија снимила.
- За разлику од успешне трилогије (Марија Мерседес, Марија из кварта и Маримар), Талија са Росалиндом није постигла велики успех. Сматрају је копијом претходних теленовела, јер је рађена по истом калупу (сиромашна девојка заљубљује се у богатог мушкарца). Многима је ово њена најгора теленовела.
- Прве две недење емитовања серија је у просеку имала рејтинг 29,2%, а последње две 28,4%. Мада се приказивала у термину од 21h, није постигла успех својих претходница Злобница и Право на љубав које су имале гледаност и преко 40%. Росалинда је ретко прелазила 30%. На крају је и скраћена, па је приказивање завршено месец дана раније од планираног датума.
- Током снимања дошло је до свађе продуцента и аутора Карлоса Ромера, који ни после месец дана емитовања није увео нове моменте у причу, па је теленовела постала досадна. Чак 80% радње пратило је оригинал. Након што је у договру са Делијом Фијаљо одбио да мења причу, Ромеро је отпуштен и замењен Лилијаном Абуд.
- Пре него што је кренула са емитовањем, продата је у 110 држава.
- Лупита Ферер глумила је главну улогу у оригиналној верзији ове теленовеле. Док је у овој теленовели играла главну негативку.
- У другом римејку ове теленовеле главни мушки лик тумачио је Фернандо Кариљо, који је једанаест година касније поновио улогу.
- Талија је замолила продуценте да за улогу њене мајке ангажују Анхелику Марију.
- Фернандо Кариљо био је на корак од избацивања из теленовеле, што због непрестаног кашњења на сет, што због приговарања и свађања са продуцентима и глумачком екипом. Чак се и причало да ће га заменити Хуан Солер, али, на крају је, ипак, остао до краја серије. Он је за потребе снимања похађао часове клавира.
- Агустина Моралеса, улогу коју је на крају добио Серхио Рејносо, требало је да тумачи Серхио Гојри.
- Росалинда је прва од три теленовеле у којима је 1999. играла Нора Салинас.
- Насловну нумеру Ay amor изводи Талија.
- Ово је друга теленовела у којој је Талија глумила са својом старијом сестром Лауром Запатом.
- Росалинда је постигла велики успех у земљама Латинске Америке, Европе и Азије. Према неким истраживањима, у Малезији гледало ју је 92% гледалаца.
- У Бразилу се приказивала у 17h где ју је у просеку пратило 11% гледалаца, а знала је да прође и 16%.
- Године 2009, снимљена је филипинска верзија.